# Cassie Sharpeová
Cassie Sharpeová (* 14. září 1992 Calgary, Alberta, Kanada) je kanadská akrobatická lyžařka, která se věnuje U-rampě.
Ve Světovém poháru debutovala roku 2012, v roce 2015 poprvé v tomto seriálu vyhrála. V sezónách 2017/2018 a 2018/2019 získala malý křišťálový glóbus za vítězství v celkové klasifikaci závodů SP na U-rampě. Na světových šampionátech 2015 a 2019 získala stříbrné medaile. Tři cenné kovy, včetně dvou zlatých, má také z X Games z let 2016, 2018 a 2019. Ze své první olympijské účasti v Pchjongčchangu 2018 si přivezla zlato, na ZOH 2022 vybojovala stříbro.